# Le Club des cinq en embuscade
Le Club des cinq en embuscade est le 21e roman de la série Le Club des cinq créée par Enid Blyton.
Le roman, publié en 1963 au Royaume-Uni sous le titre « Five Are Together Again », a été publié en France au 1er trimestre 1967 dans la Bibliothèque rose des éditions Hachette. 
Il s'agit du dernier roman de la série du Club des cinq écrit par Enid Blyton. Les autres volumes parus en France après la mort de celle-ci seront écrits par Claude Voilier avec des intitulés sous la forme « Les Cinq » et non pas « Le Club des cinq »
Le roman évoque l'enquête des Cinq à la suite du vol de précieux documents scientifiques.

## Personnages principaux
- Les Cinq
  - François Gautier (VO : « Julian »)
  - Mick Gautier (VO : « Dick »)
  - Annie Gautier (VO : « Anne »)
  - Claude Dorsel (VO : « George »)
  - Dagobert (chien) (VO : « Timothy »)
- M. Dorsel : scientifique, père de Claude
- M. Lagarde : scientifique, ami de M. Dorsel
- Pierre-Louis (« Pilou ») : le fils de M. Lagarde
- Jeanne : la bonne de M. Lagarde
- Berlingot : le chimpanzé de Pilou
- Certains membres du cirque Barbarino
  - M. Barbarino : directeur du cirque
  - Gino : membre du cirque
  - Karkos : membre du cirque (« l'homme-ordinateur »)
  - le contorsionniste (« l'homme-serpent »)
  - Charlie : petit singe

## Résumé
Remarque : le résumé est basé sur l'édition cartonnée non abrégée parue en 1967 en langue française.

### Mise en place de l'intrigue
Chapitres 1 à 4.
Les Cinq, qui devaient passer leurs vacances chez les Dorsel, ne le peuvent pas en raison de la scarlatine dont est atteinte Maria, la bonne des Dorsel. Au surplus ces derniers doivent rester en quarantaine. M. Dorsel a obtenu de son collègue et ami, le professeur Lagarde, qu'il garde les enfants pendant quelques jours. 
Les Cinq se rendent donc chez lui, où ils sont accueillis par Pierre-Louis (« Pilou », le fils de Lagarde), par Berlingot (le chimpanzé de Pilou), par Jeanne (la bonne de M. Lagarde) et par M. Lagarde lui-même. Ce dernier a construit une tour démontable dans sa propriété, au sommet de laquelle il se livre à des expériences scientifiques. 

### Arrivée du cirque Barbarino
Chapitres 5 à 11.
Le jour même de l'arrivée des Cinq à la propriété, un petit événement se produit dans le village : le cirque Barbarino vient s'installer pour quelques représentations. Pilou commence par refuser que le directeur du cirque installe les campements sur un pré appartenant aux Lagarde mais doit se rétracter quand il apprend que le titre de propriété prévoit un droit de passage et de présence du cirque sur le lopin de terre. 
Les enfants assistent aux répétitions des numéros du cirque. Ils font la connaissance de M. Barbarino, de Gino, du petit singe Charlie, de Karkos (« l'homme-ordinateur »), du contorsionniste (« l'homme-serpent »), etc. Une nuit, Jeanne, la bonne de M. Lagarde, se réveille. Elle croit voir un homme escalader la tour. Elle réveille M. Lagarde. Tous deux se rendent à la tour, sans rien découvrir. 

### Aventures et enquête
Chapitres 12 à 15.
Le lendemain M. Lagarde constate que le local situé en haut de la tour a été visité et que des documents ont été dérobés. Les Cinq se livrent à une enquête et soupçonnent Karkos d'être mêlé à cette affaire. Avec l’accord de M. Lagarde, la décision est prise de cacher les documents non volés dans l'île de Kernach. 

### Dénouement et révélations finales
Chapitres 16 et 17.
En pleine nuit, Claude s'y rend. Elle découvre la présence de deux hommes qui l'attendent, dont Karkos. En effet ce dernier avait entendu les enfants évoquer ce projet de cacher les plans et calculs de M. Lagarde dans l'île. Se rendant compte de la présence des deux bandits, Claude fait partir au large leur canot et les manipule de manière à les mettre hors d'état de nuire. On apprend dans les dernières pages que Karkos avait utilisé le singe Charlie pour procéder au vol au sommet de la tour.